# Simon Andersson
Simon Andersson, född 10 maj 1991, är en svensk skidåkare som tävlar för Falun-Borlänge SK.

## Karriär
Andersson debuterade i världscupen 1 mars 2014 då han deltog i en sprinttävling i Lahti. Han tog sina första världscuppoäng då han deltog i Tour de Ski 2015 och vid den tredje etapptävlingen 6 januari 2015, som var en sprinttävling, slutade på en 12:e plats.
2017 tog han under SM-veckan i Söderhamn SM-guld i stafett tillsammans med Oskar Svensson och Jesper Nyström, samt en individuell bronsmedalj på 15 km klassiskt för Falun-Borlänge SK.